# Гербер (Каліфорнія)
Гербер (англ. Gerber) — переписна місцевість (CDP) в США, в окрузі Техама штату Каліфорнія. Населення — 1044 особи (2020).

## Географія
Гербер розташований за координатами 40°3′41″ пн. ш. 122°8′54″ зх. д. / 40.06139° пн. ш. 122.14833° зх. д. (40.061443, -122.148238).  За даними Бюро перепису населення США в 2010 році переписна місцевість мала площу 2,39 км², уся площа — суходіл.

## Демографія
Згідно з переписом 2010 року, у переписній місцевості мешкало 1060 осіб у 367 домогосподарствах у складі 261 родини. Густота населення становила 443 особи/км².  Було 420 помешкань (176/км²).
Расовий склад населення:
| - 54,2 % — білих - 5,2 % — корінних американців - 0,8 % — азіатів - 0,6 % — чорних або афроамериканців - 35,0 % — осіб інших рас |

До двох чи більше рас належало 4,2 %. Частка іспаномовних становила 49,6 % від усіх жителів.
За віковим діапазоном населення розподілялося таким чином: 28,6 % — особи молодші 18 років, 60,3 % — особи у віці 18—64 років, 11,1 % — особи у віці 65 років та старші. Медіана віку мешканця становила 34,0 року. На 100 осіб жіночої статі у переписній місцевості припадало 105,0 чоловіків;  на 100 жінок у віці від 18 років та старших — 99,2 чоловіків також старших 18 років.
Середній дохід на одне домашнє господарство  становив 48 510 доларів США (медіана — 47 917), а середній дохід на одну сім'ю — 53 178 доларів (медіана — 51 542). Медіана доходів становила 28 381 долар для чоловіків та 30 208 доларів для жінок. За межею бідності перебувало 25,9 % осіб, у тому числі 54,6 % дітей у віці до 18 років та 11,5 % осіб у віці 65 років та старших.
Цивільне працевлаштоване населення становило 679 осіб. Основні галузі зайнятості: сільське господарство, лісництво, риболовля — 27,8 %, освіта, охорона здоров'я та соціальна допомога — 25,2 %, мистецтво, розваги та відпочинок — 21,8 %.